# Souterrain von Newtownbalregan
Das Souterrain von Newtownbalregan liegt am Ringfort von Newtownbalregan im County Louth in Irland. Das Townland Newtownbalregan (irisch Baile Nua Dealgan) liegt westlich von Dundalk, oberhalb der Straße, die von Dundalk zum Castletown River führte.
Es ist eines der Souterrains, die in den Townlands Balriggan, Carn More, Newtownbalregan und Tateetra während des Baus der M1 entdeckt, und eines von 14 Souterrains, die bis 1998 im souterrainreichen County Louth ausgegraben wurden. Das zugehörige Ringfort aus dem 6. oder 7. Jahrhundert, mit etwa 45,0 m Durchmesser wurde im Mittelalter zerstört, vielleicht um sicherzustellen, dass niemand es als Stützpunkt gegen Dundalk benutzen konnte.
Bei Souterrains wird zwischen „earth-cut“, „rock-cut“, „mixed“, „stone built“ und „wooden“ (z. B. Coolcran, County Fermanagh) Souterrains unterschieden. Das zickzackförmige, etwa 45,0 m lange „stone built“ Souterrain war zu groß, um ins Erdwerk zu passen. Unter den Decksteinen des Souterrains befand sich der sekundär verwendete Teil eines dekorierten Steins. Das trumpet-Muster könnte steinzeitlich, das Paisley-Stoffmuster jedoch eisenzeitlich sein.
Ein Großteil des Ringforts schien ein leerer Raum zu sein. Es war aber möglich, den Standort von Gebäuden und Abfälle oder Speisereste zu identifizieren, die in einen Teil des Umfassungsgrabens geworfenen wurden. Es gab einen großen Zugang im Osten und einen kleinen, der zum angrenzenden Souterrain führte. Reiche Funde im Ringfort zeigen, dass es kein gewöhnlicher Rath war. Die Qualität des Souterrains, der Brosche und der dekorierten Glasperlen zeigt auch, dass der Standort mit Dundalk (irisch: Dún Dealgan) verbunden war.
In der Nähe liegt das Souterrain von Farrandreg.

## Zweck
Der Zweck der Souterrains ist seit der Ausgrabung von Windwick nicht mehr völlig unbekannt. Interpretationen als Verteidigungsanlagen, Ställe oder Vorratsspeicher wurden verworfen. Am wahrscheinlichsten ist eine kultische Funktion.

## Souterrain Ware
Funde in Souterrains sind selten. Jedoch fand sich in mehreren, z. B. Downview, in Westpark, in der Nähe von Belfast, flache Keramik, welche, obwohl nicht datierbar, im nordöstlichen Teil der Insel offenbar aus frühchristlicher Zeit stammt. Sie wird Souterrain Ware genannt, obwohl sie in Ringforts wie Lissue und Ballyaghagan im County Antrim und in Crannógs wie dem im Lough Faughan im County Down oder in Siedlungen zahlreicher vertreten ist.